# Enriqueta Tarrés
Enriqueta Tarrés (Barcelona, 17 de marzo de 1934-18 de noviembre de 2024) fue una soprano española.

## Biografía
Comenzó sus estudios musicales en 1946 en el Conservatorio Municipal de Barcelona con Concepción Callao. Ganó el Grand Prix International de Canto de Tolosa en 1955, debutando ese año en Valencia como a Leonora en Il trovatore. Amplió sus estudios en Milán con Mercedes Llopart.
Debutó en el Gran Teatro del Liceo en 1957 con Fausto junto a Manuel Ausensi y ha sido miembro de compañías estables de los teatros de Basilea, Wuppertal, Berlín y Hamburgo.  También ha cantado en América y Japón destacando su interpretación de Verdi con Otello, Don Carlo, el Requiem (Verdi); Richard Strauss con Der Rosenkavalier y la Crysotemis de Elektra; de Mozart, Idomeneo en el Festival de Glyndebourne, 'Don Giovanni en el papel de Donna Anna; La Bohème y Madama Butterfly que cantó en el Metropolitan Opera en 1973.
Estrenó Spleen de Xavier Benguerel, Oedipus et Iocasta de Josep Soler y El Caballero Indiscreto de Luis de Pablo. 
Realizó también una importante carrera como intérprete de lied y oratorios.
Desempeñó su labor docente en el Conservatorio de Vilaseca (Tarragona), el Conservatorio Superior de Música del Liceo de Barcelona y colaboró habitualmente en la Escuela de Ópera de Sabadell.
Fue distinguida con el título de Kammersängerin de la Staatsoper de Berlín y el Premio al mejor Intérprete Catalán.
El 25 de abril de 1987 participó como solista en el concierto inaugural del Palacio de la Música de Valencia.